# Diederik van Weel
Diederik van Weel, né le 28 septembre 1973 à Baarn, est un joueur néerlandais de hockey sur gazon.

## Palmarès
- Médaille d'or aux Jeux olympiques de Sydney en 2000[1]